# Juniorvärldsmästerskapen i alpin skidsport 2019
Juniorvärldsmästerskapen i alpin skidsport 2019 hölls mellan den 18 och 27 februari 2019 i Fassadalen, Trentino, Italien. Mästerskapen var de 38:e i ordningen.

## Resultat

### Herrar
| Gren        | Guld                    | Guld    | Silver                    | Silver  | Brons                      | Brons   |
| Störtlopp   | Lars Rösti Schweiz      | 1.20,21 | Julian Schütter Österrike | 1.20,33 | Manuel Traninger Österrike | 1.20,66 |
| Super-G     | River Radamus USA       | 1.09,29 | Lucas Braathen Norge      | 1.09,63 | Florian Loriot Frankrike   | 1.09,77 |
| Storslalom  | River Radamus USA       | 1.57,96 | Tobias Kastlunger Italien | 1.58,80 | Sam Maes Belgien           | 1.58,89 |
| Slalom      | Alex Vinatzer Italien   | 1.46,52 | Benjamin Ritchie USA      | 1.47,90 | Sam Maes Belgien           | 1.47,98 |
| Kombination | Tobias Hedström Sverige | 2.04,03 | Atle Lie McGrath Norge    | 2.04,45 | Lucas Braathen Norge       | 2.04,48 |

### Damer
| Gren        | Guld                       | Guld    | Silver                 | Silver  | Brons                      | Brons   |
| Störtlopp   | Juliana Suter Schweiz      | 1.23,91 | Noémie Kolly Schweiz   | 1.24,06 | Lisa Grill Österrike       | 1.24,57 |
| Super-G     | Hannah Sæthereng Norge     | 1.14,54 | Julia Scheib Österrike | 1.14,68 | Lindy Etzensperger Schweiz | 1.14,74 |
| Storslalom  | Alice Robinson Nya Zeeland | 1.54,99 | Camille Rast Schweiz   | 1.56,05 | Kaja Norbye Norge          | 1.56,15 |
| Slalom      | Meta Hrovat Slovenien      | 1.47,70 | Aline Danioth Schweiz  | 1.48,59 | Elsa Fermbäck Sverige      | 1.48,98 |
| Kombination | Nicole Good Schweiz        | 2.03,77 | Kaja Norbye Norge      | 2.04,27 | Ida Dannewitz Sverige      | 2.04,28 |

### Lagtävling
| Lagtävling | Guld                                                                    | Guld                                                                    | Silver                                                   | Silver                                                   | Brons                                                                         | Brons                                                                         |
| Lagtävling | Frankrike Marie Lamure Jérémie Lagier Doriane Escané Augustin Bianchini | Frankrike Marie Lamure Jérémie Lagier Doriane Escané Augustin Bianchini | USA Katie Hensien River Radamus AJ Hurt Benjamin Ritchie | USA Katie Hensien River Radamus AJ Hurt Benjamin Ritchie | Tyskland Martina Willibald Nikolaus Pföderl Martina Ostler Fabian Himmelsbach | Tyskland Martina Willibald Nikolaus Pföderl Martina Ostler Fabian Himmelsbach |

### Medaljtabell
*   Värdland ( Italien)
| Nr                   | Nation               | Guld | Silver | Brons | Totalt |
| -------------------- | -------------------- | ---- | ------ | ----- | ------ |
| 1                    | Schweiz (SUI)        | 3    | 3      | 1     | 7      |
| 2                    | USA (USA)            | 2    | 2      | 0     | 4      |
| 3                    | Norge (NOR)          | 1    | 3      | 2     | 6      |
| 4                    | Italien (ITA)*       | 1    | 1      | 0     | 2      |
| 5                    | Sverige (SWE)        | 1    | 0      | 2     | 3      |
| 6                    | Frankrike (FRA)      | 1    | 0      | 1     | 2      |
| 7                    | Nya Zeeland (NZL)    | 1    | 0      | 0     | 1      |
| 7                    | Slovenien (SLO)      | 1    | 0      | 0     | 1      |
| 9                    | Österrike (AUT)      | 0    | 2      | 2     | 4      |
| 10                   | Belgien (BEL)        | 0    | 0      | 2     | 2      |
| 11                   | Tyskland (GER)       | 0    | 0      | 1     | 1      |
| Totalt (11 nationer) | Totalt (11 nationer) | 11   | 11     | 11    | 33     |